# Johann Paul Karplus
Johann Paul Karplus (25. října 1866, Opava – 13. února 1936, Vídeň) byl rakouský neuropsycholog a psychiatr.

## Život
Johann Paul Karplus se narodil 25. října 1866 jako třetí syn do rodiny opavského židovského obchodníka. Počátkem 70. let 19. století se rodina přestěhovala do Vídně, která byla rodištěm Johannovy matky. Ve Vídni pracoval otec jako obchodník se dřevem a ještě před svou smrtí se stal komerčním radou.

### Začátek kariéry
Johann studoval na Vídeňské univerzitě, kde roku 1890 získal doktorát z medicíny. Mezi lety 1894 a 1900 pracoval jako asistent u jednoho ze zakladatelů moderní sexuologie Richarda Krafft-Ebinga, který působil na psychologicko-neurologické univerzitní klinice. V roce 1901 dosáhl Karplus na Vídeňské univerzitě habilitace z psychologie a neurologie a dále pracoval jako soukromý docent na své alma mater. Od roku 1900 do roku 1903 působil na Neurologickém institutu u Heinricha Obersteinera a mezi lety 1903 a 1917 na Fyziologickém institutu u Siegmunda Exner-Ewartena ve Vídni. V roce 1909 mu byla udělena profesura a roku 1914 se stal mimořádným profesorem pro fyziologii a patologii centrálního nervového systému. V letech 1917–1933 pracoval jako primář na neurologicko-psychiatrickém oddělení vídeňské polikliniky.

### Vědecké úspěchy
Oborem Karplusova studia se stala patologie nervového systému. Podařilo se mu vypracovat dodnes používanou metodu odkrytí obou hemisfér velkého mozku. Ve spolupráci s fyziologem Aloisem Kreidlem objevil v lidském mozku takzvané Karplus-Kreidlovo centrum.

### Osobní život
V roce 1897 se Johann Karplus oženil s dcerou z významné podnikatelské rodiny Valerií von Lieben. Roku 1919 vystoupili Karplusovi z politických důvodů z izraelitské komunity a nadále vystupovali jako osoby bez náboženského vyznání.
Johann Paul Karplus zemřel 20. února 1936 a je pohřben na hřbitově ve vídeňské čtvrti Döbling. Jeho žena Valerie zemřela roku 1938.

### Potomci
Johann a Valerie Karplusovi měli čtyři syny, kteří všichni uprchli před nacismem do zahraničí. Heinrich odcestoval do Palestiny, Eduard a Walter do USA a Hans do Paříže a následně do USA. Hansův syn Martin se proslavil jako teoretický chemik a v roce 2013 získal za tento obor Nobelovu cenu.